# Centro Cultural del México Contemporáneo
El Centro Cultural del México Contemporáneo (CCMC) es un espacio dedicado a la promoción y difusión de expresiones culturales destacando la capacidad de comunicación y libertad para la formación ciudadana, desde la perspectiva que otorgan los procesos artísticos.
Tiene como objetivo promover, fomentar, organizar, impulsar y difundir el desarrollo del arte y la cultura en sus diferentes manifestaciones y formas, la música, las artes escénicas, las artes plásticas, las artes visuales, la poesía, el arte dramático, la literatura, las artesanías, que puedan aportar beneficios culturales a la comunidad.

## Historia
El convento de Santo Domingo fue centro de formación de frailes dominicos, los que se relacionaron con las culturas indígenas.
Dicho convento tenía tres patios. También contaban con un amplio refectorio, bibliotecas, enfermería, oratorio, botica y una sala capitular. El objetivo de los dominicos era la predicación, para ello tenían un amplio patio de meditación y para la preparación de las homilias. Se encontraba rodeado de las aulas generales, por ello su nombre: Patio de los generales.
En 1859, durante la época de la Reforma se realizó la exclaustracion de la orden. Ese año inició la destrucción de la barda del atrio y separación del convento de la iglesia, con la creación de la calle llamada actualmente Leandro Valle. En el año de 1872 el Patio de los Generales fue destinado a viviendas. 
Las primeras acciones de restauración y rescate de la zona dieron inicio en el año de 1967, con la construcción de los arcos que rematan la calle de Leandro Valle y cierran la plaza de Santo Domingo. 
Los trabajos en el antiguo claustro de los Generales se realizarían hasta la década de los noventa. Debido al grado de deterioro avanzado, solo se pudieron mantener en pie los salones con restos de frescos, columnas , algunos arcos, el amplio cubo de la escalera, muros y una parte de la fachada, con la logia de tres arcos. Lo relacionado con los restos originales, fueron restaurados con técnicas muy ortodoxas, devolviéndoles su aspecto original, incorporándolos a una nueva concepción espacial y nuevo uso, con el fin de resaltar la magnificencia del inmueble, con la utilización de materiales modernos como el concreto, el acero y el mármol. 
A todo esto también se sumó la instalación de palmeras. La inauguración del inmueble fue en el año de 1995 y tuvo, en primera instancia, la finalidad de albergar a la Biblioteca Nacional de Educación. El momento de auge de la BNE fue de 1995 al 2000. 
Posteriormente, el 1.º de diciembre de 2005 se realizó la presentación de la Fundación del Centro Cultural del México Contemporáneo A C., el cual tiene su sede en este recinto actualmente. Iniciando actividades en enero de 2006, desde entonces manteniendo una línea de comunicación con el público.